# Can Ferrers (Fogars de Montclús)
Can Ferrers és una masia de Fogars de Montclús (Vallès Oriental) inclosa a l'Inventari del Patrimoni Arquitectònic de Catalunya.

## Descripció
És un edifici de tipus rural amb annexes pels animals. Té una planta rectangular amb planta baixa i un pis, coberta a dues vessants. La façana és un paredat lateral, en la que hi ha una porta d'entrada en forma d'arc de mig punt revestida en pedra. Sobre d'aquesta hi ha un rellotge de sol recentment pintat amb una inscripció. La distribució de l'interior és la típica d'aquest tipus de masies rurals.

## Història
Aquest mas és bastant antic. No es coneix amb exactitud la seva data de construcció, però l'actual és un edifici que ha sofert algunes reformes i transformacions, sobretot a l'exterior, l'arrebossat de les parets i d'altres coses.